# AHTC Wien

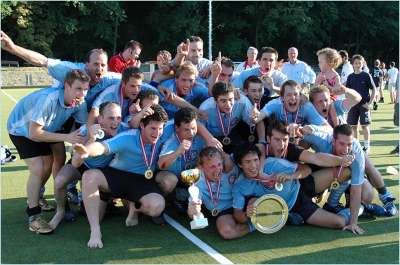
Team van 2007 met de kampioensschaal

De Akademische Hockey- und Tennisclub Wien is een Oostenrijkse hockey- en tennisclub uit Wenen.
Resultaten hockey:
Heren
- Oostenrijks kampioen veldhockey: 1970, 1971, 1972, 1975, 1977, 1978, 1979, 1981, 1984, 2002, 2007, 2008, 2009, 2010, 2011, 2012
- Oostenrijks kampioen zaalhockey: 1960, 1969, 1970, 1971, 1972, 1973

Dames
- Oostenrijks kampioen veldhockey: 1949, 1952, 1953, 1958, 1959, 1961, 1962, 1963, 1965, 1966, 1967, 1968, 1970, 1971, 1972, 1973, 1974, 1975, 1976, 1988, 1989, 1990, 1991, 1993, 1994, 1995
- Oostenrijks kampioen zaalhockey: 1951, 1959, 1961, 1962, 1963, 1972, 1973, 1974, 1975, 1990, 1991